# Josué Mena
Josué Mena Torrejón (22 de agosto de 1983, Sídney, Australia) es un atleta español, especialista en pruebas de velocidad. Triple campeón de España en 200 metros.

## Vida deportiva
Nacido en Sídney, vive en Benalmádena (Málaga) desde los dos años. Sus inicios como atleta empezaron en la escuela de su pueblo con 15 años. Con 17 años empezó a entrenar con Rafael Morales, que durante 10 temporadas, le ayudó a conseguir grandes resultados a nivel nacional.
Su primer gran resultado lo obtuvo en su segundo año en la categoría Júnior, obteniendo un bronce en la prueba de 200 m en el nacional de esa misma categoría, y llegando al tope nacional absoluto en 2006, obteniendo el título de campeón de España absoluto con un registro de 20.94.
Es especialista en 200 metros, con una marca personal de 20,75 segundos. Ha sido tres veces campeón de España absoluto (pista cubierta en 2006 y 2007, aire libre en 2006).                         
Cinco veces internacional con la selección nacional absoluta.                        
Un quinto puesto en la Copa Europea de naciones celebrada en Málaga en 2006, siendo el 2.º mejor puesto de un español en una Copa de Europa en 200 m.
En el europeo de Goteborg en 2006, obtuvo el puesto 22 (hasta entonces, era el mejor puesto de un español en un europeo en la prueba de 200 m).
Encabezó el ranking nacional absoluto durante los años 2006 y 2007, con sendas marcas de 20.85 y 20.75 (Décima marca española de todos los tiempos). En la final del nacional absoluto de 2007 vio como se truncaba su progresión tras una grave lesión, rotura en el tendón calcáneo, lo que no le ha permitido participar en el Campeonato del Mundo de Atletismo de Osaka 2007 ni en los Juegos Olímpicos de Pekín 2008. Reapareció en el Campeonato de España de pista cubierta de 2009 consiguiendo una segunda posición.

## Marcas
- 100 m: 10.44 segundos
- 200 m: 20.75 segundos
- 400 m: 48.27 segundos
- 4 × 100 m: 40.27 segundos